# Диборид ванадия
Диборид ванадия — бинарное неорганическое соединение металла ванадия и бора с формулой VB2, серые кристаллы, не растворимые в воде.

## Получение
- Взаимодействие чистых веществ при нагревании:

{\displaystyle {\mathsf {V+2B\ {\xrightarrow {1500-1600^{o}C}}\ VB_{2}}}}

## Физические свойства
Диборид ванадия образует серые кристаллы, не растворимые в воде.